# エース (モデルエージェンシー)
株式会社エースは、幅広い年齢層のモデルが所属しているモデルエージェンシー。略称は「エース」

## 概要
10代〜70代のモデルが所属している。モデル部門に重きを置くが、俳優や歌舞伎役者、デザイナーなども所属する。
基本理念は「明るく楽しく元気よく!

## 所属モデル

### 男性
- 岡田昌幸
- 眞田人志
- 近本浩一
- 田中春人
- 阿部尚史
- 篠崎まこと
- 中島敏之
- 松野健二
- 山田修也
- 松崎良成
- 森孝男
- 酒井勝博
- 野嶋和生
- 安芸大輔
- 遠藤清実
- 関矢辰雄
- 米澤明夫
- 川上達也
- 山本栄吾
- 和田椋佑
- 田部隆
- 新村勇介
- 如月大
- 霧流爽

### 女性
- 真樹めぐみ
- 内田みち代（料理研究家）
- 篠崎紀子
- 石川清子
- 鐘森美月
- 村木裕子
- 大石啓子
- 下島千穂
- 小柳真由美
- 早苗綾
- 浦田ゆかり
- 星野明子
- 渡辺幸子
- 青野光子
- 永瀬絢梨
- 川島もも
- 古谷怜奈
- 安藤 野々花
- 野村陽子
- 小俣千鶴子
- 和田亜椰美
- 内村まゆみ
- 野沢恵子
- 菊地澄恵
- 武東由美

スペシャリスト
- 泉水俊江（着物コンサルタント）
- 高橋ナオミ（美マナーコーディネーター）
- Nanami（ジュエリーデザイナー）